# Cotorreta de Sclater
La cotorreta de Sclater (Forpus modestus) és una espècie d'ocell de la família dels psitàcids que habita boscos del nord i sud de Veneçuela, Guyana, Guaiana Francesa, est de Colòmbia, de l'Equador i del Perú, nord-oest del Brasil i nord de Bolívia.